# Anton Siemer
Anton Siemer (* 12. Februar 1775 in Hagen bei Vechta; † 4. Mai 1843 in Bakum) war ein deutscher katholischer Priester und später Landdechant der Katholischen Kirche im Oldenburger Münsterland.

## Leben
Siemer war der Sohn des Kötters Johann Heinrich Siemer und dessen Ehefrau Anna Elisabeth geb. Brackel. Von 1791 bis 1796 besuchte er das Gymnasium Antonianum in Vechta und studierte Theologie und Philosophie an der Universität Münster. 1801 wurde er zum Priester geweiht.
Nach Aushilfstätigkeiten in Goldenstedt trat er 1803 seine erste Stelle als Kaplan bzw. Pfarrer in Oldenburg an.
1814 wechselte er nach Bakum und wurde anschließend 1823 zum Landdechanten des Dekanats Vechta sowie zum Examinator Synodalis für den Oldenburger Teil des Bistums ernannt. Ab 1830 war Siemer auch Kandidat für das neugeschaffene Amt des Bischöflichen Offizials, doch sah man wegen Unstimmigkeiten mit den oldenburgischen Verwaltungsbehörden von seiner Ernennung ab.
Siemers besondere Sorge galt dem Volksschulwesen und der katholischen Lehrerausbildung. 1830 war er wesentlich beteiligt an der Begründung des Studienortes Vechta mit der dortigen Normalschule, an der er selbst als Lehrkraft tätig wurde. Ebenfalls setzte er sich erfolgreich für die Erhaltung des Gymnasiums in Vechta ein, das die oldenburgische Regierung auflösen wollte.
1840 verlieh ihm die Theologische Fakultät der Katholischen Akademie der Universität Münster die Ehrendoktorwürde.